# کوژای-ایکسکیه ورشینی
کوژای-ایکسکیه ورشینی (انگلیسی: Kozhay-Ikskiye Vershiny) یک شهرک در شهرستان بیژبولیاکسکی باشقیرستان کشور روسیه است.